# Championnat de France de tennis
Le Championnat de France de tennis est une compétition de tennis disputée entre 1891 et 1924, réunissant les meilleurs joueurs et joueuses de tennis français.
Ce championnat renaît en 1951 au travers du National qui est organisé dans plusieurs villes de France jusqu'en 1990.

## Histoire
Le tournoi masculin est créé en 1891 et la compétition féminine en 1897. Le tournoi de double mixte voit le jour en 1902 et celui de double dames en 1907. Les tournois sont organisés par la commission tennis de l'Union des sociétés françaises de sports athlétiques jusqu'en 1920. Ils se sont disputés en alternance sur les courts du Racing Club de France à la Croix-Catelan, du Tennis Club de Paris, mais aussi de la Société de sport de l'île de Puteaux. En 1909, le tournoi se dispute exceptionnellement à Bordeaux. En plus des catégories « simple », « double » et « double mixte », le tournoi du Critérium est réservé aux joueurs classés en seconde série. Cette épreuve est la seule qui est toujours disputée actuellement. Le prix de l'Espérance est quant à lui réservé à la 3e série.
À partir de 1925, la Fédération française de tennis décide d'ouvrir le championnat aux étrangers, conduisant à la création des Internationaux de France de tennis. À cette époque, sont alors désignés « champions de France » les vainqueurs du championnat international, mais aussi ceux du championnat de France en salle disputé en janvier et également ouvert aux concurrents étrangers.
Entre 1941 et 1945, pendant la Seconde Guerre mondiale, un tournoi appelé Tournoi de France est organisé à Roland-Garros. Il fait office de championnat de France en l'absence de tenue des Internationaux de France.
En 1951, la Fédération française de tennis crée « Le National », compétition rassemblant les meilleurs joueurs et joueuses de tennis nationaux, qui se déroule à l'automne. Manifestation populaire, l'épreuve se tenait chaque année dans une ville différente, permettant ainsi de mettre le tennis à la portée de tous et de faire connaître les clubs de province. Elle a cessé d'exister en 1990 en raison du manque d'intérêt accordé au tournoi par les meilleurs joueurs français depuis une dizaine d'années, plus préoccupés par les rémunérations croissantes du circuit professionnel.

## Championnat de France

### Palmarès messieurs
Palmarès détaillé : Palmarès du simple messieurs des Internationaux de France
- 1891 :  H. Briggs
- 1892 : Jean Schopfer
- 1893 : Laurent Riboulet
- 1894 : André Vacherot
- 1895 : André Vacherot
- 1896 : André Vacherot
- 1897 : Paul Aymé
- 1898 : Paul Aymé
- 1899 : Paul Aymé
- 1900 : Paul Aymé
- 1901 : André Vacherot
- 1902 : Marcel Vacherot
- 1903 : Max Decugis
- 1904 : Max Decugis
- 1905 : Maurice Germot
- 1906 : Maurice Germot
- 1907 : Max Decugis
- 1908 : Max Decugis
- 1909 : Max Decugis
- 1910 : Maurice Germot
- 1911 : André Gobert
- 1912 : Max Decugis
- 1913 : Max Decugis
- 1914 : Max Decugis

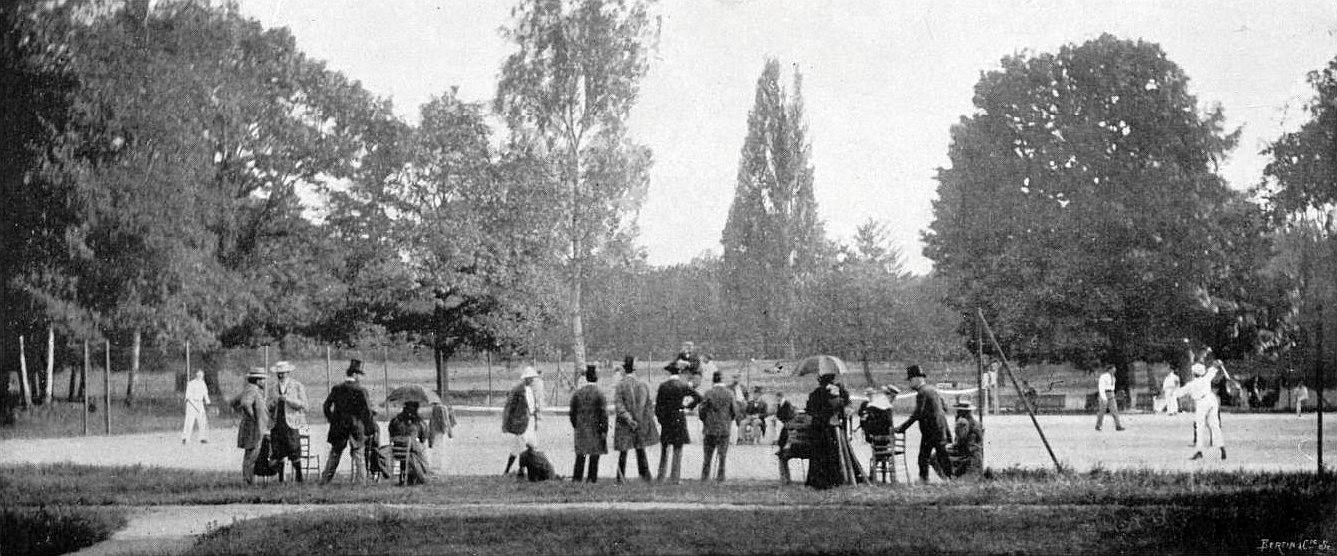
Les cours de lawn-tennis du Racing Club de France, au milieu des années 1890.

- 1915-1919 : Interruption en raison de la Première Guerre mondiale.
- 1920 : André Gobert
- 1921 : Jean Samazeuilh
- 1922 : Henri Cochet
- 1923 : François Blanchy
- 1924 : Jean Borotra

### Palmarès dames
Palmarès détaillé : Palmarès du simple dames des Internationaux de France
- 1897 : Adine Masson
- 1898 : Adine Masson
- 1899 : Adine Masson
- 1900 : Yvonne Prévost
- 1901 : P. Girod
- 1902 : Adine Masson
- 1903 : Adine Masson
- 1904 : Kate Gillou
- 1905 : Kate Gillou
- 1906 : Kate Gillou Fenwick
- 1907 : Comtesse de Kermel
- 1908 : Kate Gillou Fenwick
- 1909 : Jeanne Matthey
- 1910 : Jeanne Matthey
- 1911 : Jeanne Matthey
- 1912 : Jeanne Matthey
- 1913 : Marguerite Broquedis
- 1914 : Marguerite Broquedis
- 1915-1919 : Interruption en raison de la Première Guerre mondiale.
- 1920 : Suzanne Lenglen
- 1921 : Suzanne Lenglen
- 1922 : Suzanne Lenglen
- 1923 : Suzanne Lenglen
- 1924 : Julie Vlasto

## Tournoi de France

### Palmarès messieurs
- 1941 : Bernard Destremau
- 1942 : Bernard Destremau
- 1943 : Yvon Petra
- 1944 : Yvon Petra
- 1945 : Yvon Petra

### Palmarès dames
- 1941 :  Alice Weiwers
- 1942 :  Alice Weiwers
- 1943 : Simone Iribarne-Lafargue
- 1944 : Raymonde Veber-Jones
- 1945 :  Lolette Payot

## Le National

### Palmarès messieurs
| Année | Lieu               | Vainqueur               | Finaliste              | Score                     |
| ----- | ------------------ | ----------------------- | ---------------------- | ------------------------- |
| 1951  | Paris              | Bernard Destremau       | Robert Abdesselam      | 4-6, 6-1, 6-1, 4-6, 7-5   |
| 1952  | Alger              | Paul Rémy               | Robert Haillet         | 6-1, 6-1, 6-2             |
| 1953  | La Baule-Escoublac | Bernard Destremau       | Robert Haillet         | 6-0, 6-1, 7-9, 6-2        |
| 1954  | Casablanca         | Paul Rémy               | Robert Haillet         | 6-3, 3-6, 6-4, 6-2        |
| 1955  | Paris              | Robert Haillet          | Paul Rémy              | 6-4, 6-4, 5-7, 6-1        |
| 1956  | Bordeaux           | Robert Haillet          | Paul Rémy              | 9-7, 6-3, 6-4             |
| 1957  | Marseille          | Pierre Darmon           | Robert Haillet         | 6-2, 3-6, 6-4, 6-3        |
| 1958  | Nice               | Robert Haillet          | Pierre Darmon          | 6-3, 1-6, 6-2, 6-4        |
| 1959  | Bordeaux           | Pierre Darmon           | Robert Haillet         | 4-6, 6-3, 6-0, 6-4        |
| 1960  | Oran               | Pierre Darmon           | Gérard Pilet           | 6-1, 2-6, 6-2, 6-3        |
| 1961  | Cannes             | Pierre Darmon           | Jean-Noël Grinda       | 9-11, 7-5, 6-0, 6-2       |
| 1962  | Marseille          | Gérard Pilet            | Jean-Noël Grinda       | 6-3, 3-6, 6-4, 6-0        |
| 1963  | Bordeaux           | Pierre Darmon           | Alain Bresson          | 6-1, 6-0, 6-3             |
| 1964  | Aix-en-Provence    | François Jauffret       | Michel Leclercq        | 6-0, 6-2, 7-5             |
| 1965  | Cannes             | Pierre Darmon           | François Jauffret      | 6-3, 6-4, 6-3             |
| 1966  | Bordeaux           | Pierre Darmon           | Georges Goven          | 6-3, 6-2, 6-2             |
| 1967  | Beaulieu-sur-Mer   | Pierre Darmon           | François Jauffret      | 4-6, 7-5, 6-2, 6-3        |
| 1968  | Mâcon              | Pierre Darmon           | Georges Goven          | 6-1, 6-2, 6-2             |
| 1969  | Nice               | François Jauffret       | Bernard Montrenaud     | 6-3, 6-2, 6-4             |
| 1970  | Bordeaux           | Jean-Baptiste Chanfreau | Georges Goven          | 3-6, 6-4, 10-8, 6-4       |
| 1971  | Uriage-les-Bains   | François Jauffret       | Patrick Proisy         | 6-4, 1-6, 2-6, 14-12, 6-2 |
| 1972  | Aix-en-Provence    | François Jauffret       | Patrick Proisy         | 6-4, 6-1, 3-6, 7-9, 6-4   |
| 1973  | Bordeaux           | François Jauffret       | Patrick Proisy         | 7-5, 6-3, 6-4             |
| 1974  | Lyon               | François Jauffret       | Patrick Proisy         | 6-3, 6-4, 6-4             |
| 1975  | Cap d'Agde         | Georges Goven           | Patrice Dominguez      | Forfait                   |
| 1976  | Marseille          | Patrick Proisy          | François Jauffret      | 4-6, 6-1, 6-4, 2-6, 7-5   |
| 1977  | Strasbourg         | François Jauffret       | Patrice Dominguez      | 7-6, 6-4, 6-4             |
| 1978  | Toulouse           | Jean-François Caujolle  | Pascal Portes          | 0-6, 6-0, 6-3, 2-6, 6-3   |
| 1979  | Nice               | Yannick Noah            | Dominique Bedel        | 6-0, 2-6, 6-3, 6-4        |
| 1980  | Bayonne            | Yannick Noah            | Thierry Tulasne        | 4-6, 6-2, 6-3, 6-3        |
| 1981  | Tours              | Yannick Noah            | Thierry Tulasne        | 6-1, 6-0, 6-3             |
| 1982  | Paris              | Yannick Noah            | Henri Leconte          | 6-1, 6-2, 7-68            |
| 1983  | La Baule           | Thierry Tulasne         | Pascal Portes          | 6-1, 6-4, 6-2             |
| 1984  | Marcq-en-Baroeul   | Thierry Tulasne         | Pascal Portes          | 6-1, 6-2, 6-0             |
| 1985  | Aix-en-Provence    | Guy Forget              | Bruno Dadillon         | 3-6, 6-3, 6-1, 6-1        |
| 1986  | Vichy              | Tarik Benhabiles        | Thierry Van Den Daele  | 5-7, 3-6, 6-2, 6-2, 6-1   |
| 1987  | Nancy              | Thierry Champion        | Jean-Philippe Fleurian | 6-3, 6-4                  |
| 1988  |                    | Guy Forget              |                        |                           |
| 1989  | Saint-Tropez       | Éric Winogradsky        | Olivier Soulès         |                           |
| 1990  | Rennes             | Olivier Soulès          | Stéphane Grenier       | 6-4, 7-5                  |

### Palmarès dames
| - 1951 : Nelly Adamson-Landry - 1952 : Nelly Adamson-Landry bat Jacqueline Kermina (3 sets) - 1953 : Susan Chatrier-Partridge bat Ginette Bucaille, 6-4, 2-6, 6-1 - 1954 : Maud Galtier - 1955 : Suzanne Schmitt - 1956 : Jacqueline Kermina - 1957 : Suzanne Le Besnerais bat Arlette de Cazalet, 6-4, 6-4 - 1958 : Paule Courteix - 1959 : Florence de la Courtie bat Josette Billaz - 1960 : Paule Courteix bat Florence de la Courtie - 1961 : Florence de la Courtie bat Jaqueline Rees-Lewis - 1962 : Françoise Dürr - 1963 : Monique Salfati bat Jaqueline Rees-Lewis - 1964 : Françoise Dürr bat Monique Salfati - 1965 : Françoise Dürr bat Jaqueline Rees-Lewis - 1966 : Françoise Dürr bat Rosie Darmon - 1967 : Monique Salfati bat Rosie Darmon - 1968 : Rosie Darmon bat Odile de Roubin - 1969 : Gail Chanfreau - 1970 : Gail Chanfreau | - 1971 : Gail Chanfreau - 1972 : Gail Chanfreau - 1973 : Nathalie Fuchs - 1974 : Gail Chanfreau - 1975 : Gail Chanfreau - 1976 : Brigitte Simon-Glinel - 1977 : Sylvie Rual - 1978 : Brigitte Simon-Glinel - 1979 : Gail Lovera - 1980 : Brigitte Simon-Glinel - 1981 : Gail Lovera - 1982 : Catherine Tanvier - 1983 : Nathalie Herreman bat Catherine Suire, 6-0, 6-2 - 1984 : Nathalie Herreman - 1985 : Nathalie Tauziat - 1986 : Nathalie Herreman bat Sybille Niox-Château, 6-1, 6-1 - 1987 : Catherine Suire - 1988 : Maïder Laval - 1989 : Isabelle Demongeot bat Nathalie Herreman - 1990 : Catherine Tanvier |

## Masters France
En 2008, d'anciens joueurs dont Gilles Moretton relancent l'idée d'un championnat et plus précisément d'un « Masters » français, rassemblant les meilleurs joueurs professionnels. Ils seraient qualifiés sur leurs performances lors des quatre tournois ATP en salle disputés en France. Soutenue par la FFT, les « Masters France » se sont tenus à Toulouse au mois de décembre et disparaitront à la fin de la seconde édition, en 2009.
- 2008 : Gilles Simon
- 2009 : Julien Benneteau